# Langurer
Langurer (Colobinae) är en underfamilj i familjen markattartade apor som tillhör ordningen primater. Underfamiljen delas i två släktgrupper (tribus), Colobini och Presbytini, med tillsammans 10 släkten och omkring 60 arter.

## Släkten
- tribus Colobini
  - Colobus
    - till exempel Östlig svartvit guereza (Colobus guereza)

  - Röda guerezor (Piliocolobus)
  - Grön guereza (Procolobus verus)
- tribus Presbytini
  - Bladapor (Presbytis)
  - Hulmaner (Semnopithecus)
  - Trachypithecus
  - Kostymapor (Pygathrix)
  - Trubbnäsapor (Rhinopithecus)
  - Pagehtrubbnäsa (Simias concolor)
  - Näsapa (Nasalis larvatus)

## Utbredning
Medan tribus Presbytini förekommer i Syd- och Sydöstasien lever arter av tribus Colobini i de tropiska delarna av Afrika.

## Utseende
Med undantag för en enda art (Simias concolor) kännetecknas alla primater i underfamiljen av en lång svans. Angående pälsens färg finns många variationer. Påfallande är att ungarna oftast har en färg som skiljer sig från pälsfärgen hos vuxna djur. Hos arter i tribus Colobini förekommer tummen bara rudimentärt.

## Levnadssätt
De flesta arter i underfamiljen lever i träd, men det finns även arter som delvis lever på marken. Deras habitat kan vara regnskog, mangroveskog, fjällskog eller savann men inte öken eller andra torra områden. Langurer lever i grupper, men gruppens sammansättning skiljer sig mellan de olika arterna.

## Föda
Arterna i underfamiljen livnär sig nästan uteslutande av växtämnen som blad, blommor och frukt. Bara i enstaka fall äter de även insekter och andra mindre djur.
För ämnesomsättningen har langurer en mage som består av flera kamrar. Den är däremot inte lika bra uppdelad som hos idisslare. Dessutom finns många mikroorganismer i magsäcken som hjälper vid nedbrytningen av cellulosa.

## Fortplantning
Efter dräktigheten som varar i genomsnitt sex till sju månader föder honan oftast en enda unge. Honan ammar ungefär ett år och efter tre till sex år är ungdjuren könsmogna. Medellivslängden ligger vid 20 år.

## Hot
Det största hotet för arterna i underfamiljen är förstörelsen av deras livsrum. Många arter har dessutom ett utbredningsområde med mindre storlek och är därför känsliga för förändringar. IUCN listar 14 arter som hotade och två som starkt hotade och för några andra arter saknas informationer.